# Griphologus lowei
Griphologus lowei là một loài côn trùng hóa thạch kỷ Jura, chưa được chắc chắn về cây phân loại ở cấp họ và cấp bộ. Loài này được Etheridge & Olliff miêu tả năm 1890.
Mẫu hóa thạch duy nhất thu thập được tại sông Talbragar, bang New South Wales, Úc.